# Карнавал на Фано
Карнавалът на Фано (на италиански: Carnevale di Fano) е един от най-старите карнавали в Италия заедно с венецианския. Провежда се ежегодно между февруари и март във Фано, Марке.

## Произход
Първите документи за карнавала във Фано датират от 1347 г. относно подготовката на „Карнавалното надбягване“, въпреки че историкът Винченцо Нолфи  поставя раждането му при помирението между гвелфското семейство Дел Касеро и гибелинското семейство Да Кариняно, споменато от Данте Алигиери в „Божествена комедия“.
Произходът на този празник може да бъде дори по-ранен. Карнавалът всъщност може да произлиза от древните фестивали на гръцките Дионисии и латинските Сатурналии, характеризиращи се с присъствието на смях и сатира като основен елемент на празника.
Карнавалът във Фано придобива широк размах, когато сем. Малатеста го рекламира силно през 1450 г. Постепенно този празник става все по-важен и все по-пищен. Това, което също улеснява разпространението му, е фактът, че по време на развитието му разликата в социалните класи и подчинение очевидно изчезва за един ден, като по този начин също така позволява на слугата да може да се подиграва на господаря – традиция, която оцелява в сатирата.
През 1718 г. Джеймс III Стюарт идва във Фано от Англия, за да присъства и да се наслади на карнавала в продължение на десет дни, демонстрирайки значението, което той вече е придобил.
През 1872 г. е основано Дружеството на късмета, за да управлява карнавалните дейности, което е оцеляло до днес под името Карнавална институция.
През 1888 г. карнавалът придобива форма, подобна на сегашната – тази на парада: всъщност е организирано първото маскирано трасе. Тази традиция продължава и се развива през XX век до 1951 г., когато парадът е преместен на бул. „Грамши“, където може да побере по-голям брой участници. От тази дата карнавалът във Фано се счита наравно с други национални карнавали.

## Празненства
Карнавалът във Фано се провежда в трите недели преди началото на Великия пост, което обикновено съответства на началото на месец февруари.

### Подготовката на колите
Преди карнавалния парад има подготвителна работа, която може да продължи от 4 месеца (в началото на XX век) до 40 дни (карнавал от 2015 г.).
Преди да бъдат представени на публиката, алегоричните коли се подлагат на фина настройка от работници, скулптори, занаятчии и механици, експерти в обработката на различни материали като дърво, желязо, но преди всичко папиемаше, което е основният елемент за изграждането на алегорични коли. Монтажът протича в определени фази на обработка: проектиране, изграждане на носещата конструкция, която може да бъде дървена или метална, моделиране на фигурите с глинени отливки, покриване с хартия, сушене, обработка в папиемаше или фибростъкло и накрая оцветяване.
Характерният елемент на алегоричните завъртания е сатирата: всъщност са представени герои или ситуации с най-популярната политическа или социална тема в даден исторически момент.

### Парад и костюми
Във всяка от трите недели алегоричните коли дефилират по бул. „Грамши“ три пъти. Първият кръг е представянето на колите, които, водени от Пупо (вид кукла), се движат по алеята, съпроводени от музика и хореография. След като приключи първият кръг, започва вторият, на хвърлянето, който привлича най-много хора и се състои в дефиле с хвърляне на сладкиши, шоколадови и други бонбони от колите. И накрая, в края на деня, има най-предизвикващата емоция обиколка, тази на "luminaria". Придружаващ парада на колите е парадът с различни видове маски, които взаимодействат с публиката, танцувайки.
По цялата дължина на бул. „Граши“ отстрани са разположени трибуни, които освен че дават по-добра видимост на парада, се състезават помежду си за най-красив костюм и хореография и за най-топло участие в празненството. Друга атракция са въртележките, които осейват историческия център на Фано по време на празниците.
В края на третия ден, за край на карнавала, има фойерверки.

### Хвърляне на сладкиши
Докато портокали се хвърлят на карнавала в Ивреа, във Фано, по време на втория кръг от парада на алегоричните коли е традиция да се хвърлят тонове сладкиши от всякакъв вид към тълпата. Всяка кола има доставки от около десет тона, а щандовете, разпръснати по бул. „Грамши“, също допринасят за хвърлянето на карнавала във Фано.
В продължение на много години има споразумение с компанията за производство на сладкиши „Перуджина“, което гарантира хвърлянето на голям брой шоколадови бонбони „Бачи Перуджина“, които се превръщат в един от повтарящите се сладкиши на карнавала във Фано.
Хвърлянето е частта от карнавала, която привлича най-много участници. Като се има предвид, че дълго време обърнати наобратно чадъри се използват за събиране на по-голямо количество сладкиши, през 2015 г. е въведено „predigetto“, т.е. обърнат надолу картонен конус, проектиран от учител в средно училище от Фано, Паоло Дел Синьоре, което прави хвърлянето по-безопасно.

### Пупо
Пупо (Pupo) е типичната маска на карнавала във Фано и от 1951 г. е карикатурата на най-известния герой на момента. Името му идва от изразите на диалекта на Фано el pup и " el vulòn", което идва от френското "nous voulons" („ние искаме“), което напомня за периода на френското господство през XIX век.
Всяка година всички алегорични коли и в частност Пупо се обновяват, за да се актуализира фолклорно-сатиричната страна на събитието.
Изгарянето на Пупо е съвременната интерпретация на древния ритуал на изкупителната жертва, водена до олтара за жертвоприношение: по същия начин в края на карнавала Пупо се „жертва“ на Дебел вторник през пламъците на площад „20 септември“. Пупо всъщност представлява свещеното животно, върху което общността възлагала всички колективни и индивидуални грехове, извършени през годината и по-специално в дните на карнавала. Освен това изгарянето му представлява края на карнавала и началото на периода на Великия пост.

### Алегорична колаLa Musica Arabita
Колата, която затваря шествието, е най-характерната в рамките на карнавала във Фано – тази на Musica Arabita, което на диалект на Фано означава „гневна музика“.
Тази шантава и ексцентрична музикална група е родена през 1923 г. и е съставена от занаятчии и собственици на магазини. Много членове все още бият часовника със странни инструменти, като кошчета, бутилки, кани, тенджери за кафе, чадъри, сабо и много други. Квинтесенцията на групата е маестро Енцо Берарди.
В края на XIX век са създадени две фракции: едната е тази на богатите благородници, които се наслаждават на изтънчения звук на изискани инструменти (като цигулка, флейта, арфа, пиано), а другата е тази на занаятчиите, които са изключени от тази привилегия, създават алтернативен тип музика, която тогава е наречена „бидоната“, тъй като е произведена от перкусии на алтернативни инструменти като буркани, бутилки, кани, чадъри и други предмети с подобни характеристики, като по този начин подлага на сатира инструментите на благородниците. Musica Arabita е възобновена в началото на 1920-те години и става постоянна организация от 1957 г. – годината, от която е най-успешна и преживява постоянно развитие.
Гуидо Пиовене в книгата си Viaggio in Italia определя Musica Arabita  като „италиански джаз“.
И тази алегорична кола допринася за хвърлянето на сладкиши.

## Карнавална институция
През 1871 г. в рамките на карнавала във Фано е основано Дружеството на късмета, за да управлява по-добре развлекателните и благотворителни дейности в рамките на празника.
Първите свидетелства за дейността му могат да бъдат намерени в карнавалния плакат от 1872 г.
С течение на годините то става все по-голямо и по-добре организирано, докато не се превръща в днешната карнавална организация. Карнавалната организация има около 1100 членове, които допринасят за финансите на това общество и на самия карнавал със своя ангажимент и с малка сума пари.

## Летен карнавал
През месец юли на крайбрежието на Фано традиционно се организира летният карнавал, в който отново дефилират алегоричните коли, използвани за зимния карнавален парад.
По време на парада няма нито Пупо, нито хвърляне на сладкиши, но се предизвиква карнавалния дух и радост за туристите, които се стичат на плажовете на Фано през лятото.
Първото издание на Летния карнавал е през 1952 г., но тъй като няма много участие, остава изолирано събитие до 1959 г., откогато тази традиция се запазва без прекъсване.